# Darkhei Moixè
El Darkhei Moixè (en hebreu: דרכי משה) és un comentari del Arba Turim i del Beit Yossef, el qual al seu torn és un comentari del Tur. El Darkhei Moixè va ser escrit pel Rabí polonès asquenazita Moisès Isserles (nascut a Cracòvia en 1530- mort a Cracòvia en 1572).
L'Arba Turim és una de les fonts que el Rabí Yossef Qaro va fer servir per escriure el Xulhan Arukh, el codi sobre la llei jueva (la halacà), un llibre acceptat i estudiat per la majoria de jueus ortodoxos del Món. Isserles inicialment volia que el seu llibre servís com a base per a posteriors decisions legals. La seva obra evalua les regulacions del Tur, un llibre que era àmpliament acceptat tant pels jueus asquenazites com pels sefardites, i va comparar aquelles regulacions amb les decisions de les autoritats rabíniques en matèria de halacà.
El Beit Yossef va ser publicat mentre Isserles estava treballant àdhuc en el Darkhei Moixè. Reconeixent que l'obra del Rabí Yossef Qaro havia aconseguit àmpliament els seus objectius, Isserles va publicar la seva obra en un nou format modificat. En publicar el seu llibre, el Rabí Isserles va oferir un gran servei als jueus asquenazites, ja que es va basar en els dictàmens de les seves autoritats rabíniques per redactar la seva obra. Un resum de l'obra original ha estat publicat conjuntament amb el Tur; la versió completa del Darkhei Moixè ha estat publicada per separat.